# Милорадовский, Яков Никитович
Я́ков Ники́тович Милора́довский (1814, Нижний Новгород — 1880) — православный священник, протоиерей.

## Биография
Родился в 1814 году в Нижнем Новгороде. Сперва окончил Нижегородскую духовную семинарию, а затем в 1839 году — Киевскую духовную академию. Был направлен в Нижегородскую семинарию сперва в качестве наставника по библейской истории и чтению Священного Писания, а затем в том же году получил степень магистра. С 1840 года — профессор Священного писания. С 1853 года — член нижегородской духовной консистории. С 1856 года — протоиерей Знаменского собора в городе Ардатове Нижегородской губернии, Присутствующий в Ардатовском духовном правлении и благочинный. С 1856 году занимал также должность ардатовского тюремного комитета, с 1857 года — член ардатовского оспенного комитета. Скончался в 1880 году.

## Награды
Имел несколько церковных и государственных наград, в том числе:
- набедренник (1844);
- бархатную камилавку (1855);
- наперсный крест «В память войны 1853—1856» (1859)